# Товарищество мануфактур Н. Н. Коншина
«Товарищество мануфактур Н. Н. Коншина в Серпухове» было создано в 1877 году и под этим названием просуществовало до 1917 года. Основной капитал товарищество на паях — 6 млн. рублей.

## История
Акционерное товарищество возникло в Серпухове из семейного предприятия Коншиных: торговой фирмы «Николая Коншина сыновья». Ситценабивная фабрика была основана Н. М. Коншиным в 1814 году. Одним из первых он начал строить прядильную фабрику, пущенную в ход в конце 1840-х годов: станки приводились в действие английской паровой машиной, пряжа раздавалась для ткачества местным крестьянам. Собственная ткацкая фабрика была построена его сыновьями. После смерти Николая Максимовича Коншина, при разделе имущества в 1859 году, старшему сыну Ивану Николаевичу отошла бумагопрядильная фабрика, младшему — Максиму Николаевичу — бумаготкацкая и красильная («Старая мыза»), а среднему — Николаю Николаевичу — земельные участки в Тарусском уезде Калужской губернии. Николай Коншин вместе с Максимом организовал торговую фирму «Николая Коншина сыновья». В 1860 году была основана прядильно-ткацкая фабрика «Новая Мыза». В 1872 году Максим, получив отступное в виде «полного вознаграждения наличными деньгами», отошёл от семейного дела. Развитию предприятия способствовала прокладка до Серпухова в 1868 году железной дороги. Продукция фирмы отличалась высоким качеством, серпуховские ткани регулярно выставлялись на промышленных выставках, экспонировались на Парижской Всемирной выставке 1878 года.
Правление и оптовый склад товарищества находились в Москве: на углу Ильинки и Юшкова переулка (ныне — Никольский): дом Серпуховского городского общества — № 12. 
К началу XX века Товарищество Н. Н. Коншина состояло из четырех фабрик: ситценабивная («Старая мыза»; Боровская ул.), прядильно-ткацкая и красильно-отделочная («Новая Мыза» и «Старый двор»; Пущинская волость при деревне Глазечня), Ново-Ткацкая («Третьяковка»; Высотская волость, близ д. Скрылья) фабрики. Товарищество владело также литейным заводом, кирпичным заводом, электростанцией и различными хозяйственными учреждениями (конный двор, мельница и проч.); на предприятии работало более 11 тысяч рабочих.
К 1917 году кроме семейства Коншиных (921 пай из 2 тысяч) владельцами были: давний партнёр Ф. Л. Кноп (880 паев) и коммерческий директор Н. А. Второв (139 паев), остальные паи были распределены среди технического персонала. К этому времени серпуховские фабрики товарищества представляли собой громадный промышленный комплекс. На прядильно-ткацкой, красильно-отделочной, ситценабивной и красильной фабриках трудились около 13 тысяч рабочих и служащих, действовало 120 тысяч прядильных веретён и более 4 тысяч ткацких станков. Стоимость всего имущества оценивалась в 24 млн. рублей, объём годового производства превышал 45 млн. рублей. Кроме того, действовали литейный и кирпичный заводы, электростанция, ремонтные мастерские. Первая мировая война стимулировала открытие в Серпухове собственного химического завода для производства красителей. 
28 июня 1918 года вышел декрет Совнаркома о национализации крупной промышленности; в собственность государства переходили «паевые товарищества и акционерные общества, обрабатывающие хлопок и имеющие основной капитал не менее 1 млн. руб». Товарищество Н. Н.Коншина занимало третью строчку в списке крупнейших текстильных производств России после Никольской и Богородско-Глуховской мануфактур Морозовых. В результате национализации был создан Серпуховской хлопчатобумажный трест, впоследствии — комбинат. Позднее фабрика была переименована в Серпуховский текстиль. В 1981 году был построен новый корпус фабрики. 

## Современное состояние

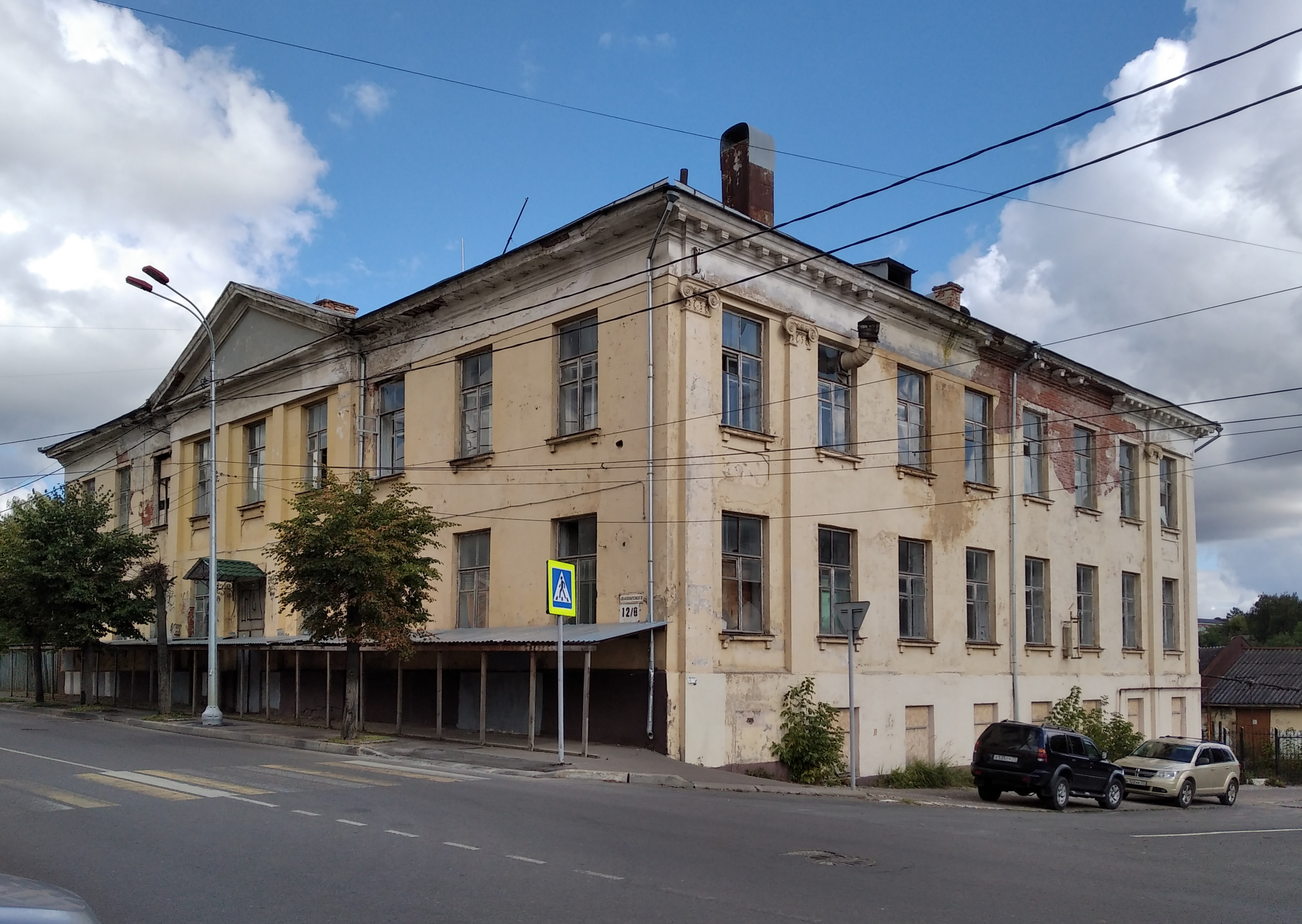
Здание бывшей главной конторы Товарищества в Серпухове (современный адрес — улица Володарского, 12)

В 2009 году фабрика закрылась. С 2011 года корпуса фабрики несколько раз горели. В 2014 году был снесён производственный корпус, в составе которого находится памятник архитектуры федерального значения –  жилые палаты первой половины XVIII столетия. Сносы на территории фабрики продолжались до 2015 года, пока не вмешались активисты. На её территории планировалось построить жилой комплекс.
По состоянию на 2021 года территория фабрики заброшена, корпуса находятся в плохом состоянии. 
В 2023 году появилась информация, что на месте фабрики планируется строительство IT-кластера.  